# Aachener Turn- und Sportverein Alemannia 1900 1985-1986
Questa voce raccoglie le informazioni riguardanti l'Aachener Turn- und Sportverein Alemannia 1900 nelle competizioni ufficiali della stagione 1985-1986.

## Stagione
Nella stagione 1985-1986 l'Alemannia, allenato da Werner Fuchs, concluse il campionato di 2. Bundesliga al 8º posto. In Coppa di Germania l'Alemannia fu eliminato agli ottavi di finale dallo Schalke 04.

## Rosa
| N. |                     | Ruolo | Calciatore          |
| -- | ------------------- | ----- | ------------------- |
|    | Germania (bandiera) | P     | Valentin Herr       |
|    | Germania (bandiera) | P     | Johannes Kau        |
|    | Germania (bandiera) | D     | Friedhelm Frenken   |
|    | Germania (bandiera) | D     | Eugen Hach          |
|    | Germania (bandiera) | D     | Johannes Nelles     |
|    | Germania (bandiera) | D     | Bernhard Olck       |
|    | Germania (bandiera) | D     | Peter Ritter        |
|    | Germania (bandiera) | C     | Andreas Brandts     |
|    | Germania (bandiera) | C     | Norbert Buschlinger |
|    | Germania (bandiera) | C     | Holger Gresens      |
|    | Germania (bandiera) | C     | Theo Gries          |

| N. |                        | Ruolo | Calciatore       |
| -- | ---------------------- | ----- | ---------------- |
|    | Spagna (bandiera)      | C     | Jo Montanes      |
|    | Germania (bandiera)    | C     | Peter Sitek      |
|    | Germania (bandiera)    | C     | Jürgen Willkomm  |
|    | Germania (bandiera)    | A     | Günter Delzepich |
|    | Germania (bandiera)    | A     | Michael Gercke   |
|    | Germania (bandiera)    | A     | Günter Habig     |
|    | Germania (bandiera)    | A     | Uwe Höfer        |
|    | Germania (bandiera)    | A     | Mario Krohm      |
|    | Paesi Bassi (bandiera) | A     | Jeffrey Rosenau  |
|    | Germania (bandiera)    | A     | Gernot Ruof      |
|    | Germania (bandiera)    | A     | Peter Sendscheid |

## Organigramma societario
Area tecnica
- Allenatore: Werner Fuchs
- Allenatore in seconda: Willi Haag
- Preparatore dei portieri:
- Preparatori atletici:

## Calciomercato

### Sessione estiva
| Acquisti | Acquisti         | Acquisti            | Acquisti |
| R.       | Nome             | da                  | Modalità |
| -------- | ---------------- | ------------------- | -------- |
| A        | Michael Gercke   | ASC Schöppingen     |          |
| D        | Peter Ritter     | Wuppertal           |          |
| A        | Peter Sendscheid | Rhenania Richterich |          |

| Cessioni | Cessioni    | Cessioni           | Cessioni |
| R.       | Nome        | a                  | Modalità |
| -------- | ----------- | ------------------ | -------- |
| C        | Dean Thomas | Fortuna Düsseldorf |          |

### Sessione invernale
| Acquisti | Acquisti  | Acquisti    | Acquisti |
| R.       | Nome      | da          | Modalità |
| -------- | --------- | ----------- | -------- |
| A        | Uwe Höfer | Saarbrücken |          |

| Cessioni | Cessioni | Cessioni | Cessioni |
| R.       | Nome     | a        | Modalità |
| -------- | -------- | -------- | -------- |

## Risultati

### 2. Bundesliga

#### Girone di andata
| Arbitro: | Bauer |

|            |           |          |
| Thomas 41’ | Marcatori | 18’ Bunk |

| Arbitro: | Werner |

|                      |           |                        |
| Malura 1’ Lefkes 77’ | Marcatori | 38’ Delzepich 47’ Ruof |

| Arbitro: | Schütte |

|                                                        |           |                     |
| Delzepich 20’ Thomas 62’ (rig.) Willkomm 77’ Gries 90’ | Marcatori | 39’ (rig.) Gebhardt |

| Arbitro: | Bruch |

|                                    |           |             |
| Finke 54’ Schindler 80’ Merkle 87’ | Marcatori | 52’ Brandts |

| Arbitro: | Weber |

|                       |           |  |
| Frenken 12’ Gries 81’ | Marcatori |  |

| Oberhausen 31 agosto 1985, ore 15:00 CEST 6ª giornata | RW Oberhausen | 0 – 0 referto | Alemannia Aquisgrana | Niederrheinstadion (6 000 spett.)\| Arbitro: \| Retzmann \| |
| Arbitro:                                              | Retzmann      |               |                      |                                                             |

| Arbitro: | Brückner |

|  |           |            |
|  | Marcatori | 38’ Kunkel |

| Arbitro: | Reinstädtler |

|  |           |                      |
|  | Marcatori | 65’ Brandts 70’ Ruof |

| Arbitro: | Ahlenfelder |

|             |           |                |
| Brandts 65’ | Marcatori | 79’ Zimmermann |

| Arbitro: | Bodmer |

|  |           |                     |
|  | Marcatori | 43’ Ritter 46’ Ruof |

| Arbitro: | Schäfer |

|                                  |           |            |
| Delzepich 41’ Ruof 57’, 63’, 66’ | Marcatori | 64’ Decker |

| Arbitro: | Kasperowski |

|           |           |          |
| Kretz 49’ | Marcatori | 10’ Ruof |

| Arbitro: | Kriegelstein |

|          |           |  |
| Ruof 17’ | Marcatori |  |

| Arbitro: | Puchalski |

|                     |           |             |
| Grabosch 63’ (rig.) | Marcatori | 45’ Frenken |

| Arbitro: | Kasperowski |

|                                |           |           |
| Ruof 45’ Brandts 47’ Gries 60’ | Marcatori | 44’ Šalov |

| Arbitro: | Gabor |

|                             |           |          |
| Deuerling 21’ Kahlhofen 49’ | Marcatori | 55’ Ruof |

| Arbitro: | Hontheim |

|                                   |           |             |
| Sané 20’, 90’ Vujačić 47’ Löw 71’ | Marcatori | 73’ Brandts |

| Arbitro: | Gangkofer |

|                                                |           |  |
| Gries 40’, 62’ Montanes 45’ Brandts 74’ (rig.) | Marcatori |  |

| Berlino 30 novembre 1985, ore 15:00 CET 19ª giornata | Hertha Berlino | 0 – 0 referto | Alemannia Aquisgrana | Stadio Olimpico (1 838 spett.)\| Arbitro: \| Jupe \| |
| Arbitro:                                             | Jupe           |               |                      |                                                      |

#### Girone di ritorno
| Arbitro: | Ermer |

|             |           |  |
| Schmidt 88’ | Marcatori |  |

| Aquisgrana 14 dicembre 1985, ore 15:00 CET 21ª giornata | Alemannia Aquisgrana | 0 – 0 referto | Union Solingen | Stadio Tivoli (4 000 spett.)\| Arbitro: \| Barnick \| |
| Arbitro:                                                | Barnick              |               |                |                                                       |

| Arbitro: | Schäfer |

|                                  |           |          |
| Schneider 46’ Scheler 76’ (rig.) | Marcatori | 79’ Ruof |

| Arbitro: | Pauly |

|             |           |  |
| Brandts 57’ | Marcatori |  |

| Arbitro: | Osmers |

|            |           |              |
| Künast 82’ | Marcatori | 6’ Delzepich |

| Arbitro: | Zimmermann |

|                                                   |           |                      |
| Brandts 28’ Montanes 47’ Gries 60’, 65’ Höfer 90’ | Marcatori | 39’ (rig.) Schneider |

| Arbitro: | Amerell |

|                                                |           |  |
| Drews 15’ Tschiskale 39’, 59’, 69’ Allievi 75’ | Marcatori |  |

| Arbitro: | Kasperowski |

|                                |           |                                      |
| Höfer 9’ Brandts 66’ Gries 90’ | Marcatori | 62’ Buchheister 76’ (rig.) Ellmerich |

| Arbitro: | Wiesel |

|          |           |               |
| Kuhl 42’ | Marcatori | 22’ Delzepich |

| Arbitro: | Strigel |

|                                     |           |                 |
| Knoll 36’ (aut.) Brandts 82’ (rig.) | Marcatori | 39’, 68’ Müller |

| Arbitro: | Matheis |

|                |           |                       |
| Struckmann 33’ | Marcatori | 31’ Brandts 62’ Gries |

| Arbitro: | Retzmann |

|                          |           |  |
| Willkomm 29’ Brandts 76’ | Marcatori |  |

| Osnabrück 12 aprile 1986, ore 15:00 CEST 32ª giornata | Osnabrück | 0 – 0 referto | Alemannia Aquisgrana | Stadion an der Bremer Brücke (6 000 spett.)\| Arbitro: \| Bodmer \| |
| Arbitro:                                              | Bodmer    |               |                      |                                                                     |

| Arbitro: | Mierswa |

|                           |           |  |
| Höfer 19’, 75’ Gercke 85’ | Marcatori |  |

| Arbitro: | Gangkofer |

|                                                       |           |  |
| Dubovina 16’, 45’ Tobollik 20’, 85’ (rig.) Knecht 65’ | Marcatori |  |

| Arbitro: | Horeis |

|  |           |              |
|  | Marcatori | 79’ Bakalorz |

| Arbitro: | Eli |

|  |           |               |
|  | Marcatori | 34’, 49’ Sané |

| Arbitro: | Osmers |

|                               |           |                        |
| Hammerschlag 68’ Dietrich 71’ | Marcatori | 55’ Brandts 66’ Nelles |

| Arbitro: | Diekert |

|                               |           |  |
| Brandts 44’ (rig.) Gercke 60’ | Marcatori |  |

### Coppa di Germania
| Arbitro: | Osmers |

|               |           |  |
| Delzepich 87’ | Marcatori |  |

| Arbitro: | Wahmann |

|                                        |           |                                  |
| Ruof 62’ Hach 64’ Habig 79’ Ritter 93’ | Marcatori | 31’, 44’ Notthoff 58’ Struckmann |

| Arbitro: | Neuner |

|          |           |                              |
| Ruof 89’ | Marcatori | 35’ Hartmann 116’ Regenbogen |

## Statistiche

### Statistiche di squadra
| Competizione      | Punti | In casa | In casa | In casa | In casa | In casa | In casa | In trasferta | In trasferta | In trasferta | In trasferta | In trasferta | In trasferta | Totale | Totale | Totale | Totale | Totale | Totale | DR  |
| Competizione      | Punti | G       | V       | N       | P       | Gf      | Gs      | G            | V            | N            | P            | Gf           | Gs           | G      | V      | N      | P      | Gf     | Gs     | DR  |
| ----------------- | ----- | ------- | ------- | ------- | ------- | ------- | ------- | ------------ | ------------ | ------------ | ------------ | ------------ | ------------ | ------ | ------ | ------ | ------ | ------ | ------ | --- |
| 2. Bundesliga     | 43    | 19      | 12      | 4       | 3       | 38      | 14      | 19           | 3            | 9            | 7            | 18           | 31           | 38     | 15     | 13     | 10     | 56     | 45     | +11 |
| Coppa di Germania | -     | 3       | 2       | 0       | 1       | 6       | 5       | 0            | 0            | 0            | 0            | 0            | 0            | 3      | 2      | 0      | 1      | 6      | 5      | +1  |
| Totale            | 43    | 22      | 14      | 4       | 4       | 44      | 19      | 19           | 3            | 9            | 7            | 18           | 31           | 41     | 17     | 13     | 11     | 62     | 50     | +12 |

### Andamento in campionato
| Giornata  | 1 | 2 | 3 | 4  | 5 | 6 | 7  | 8 | 9 | 10 | 11 | 12 | 13 | 14 | 15 | 16 | 17 | 18 | 19 | 20 | 21 | 22 | 23 | 24 | 25 | 26 | 27 | 28 | 29 | 30 | 31 | 32 | 33 | 34 | 35 | 36 | 37 | 38 |
| --------- | - | - | - | -- | - | - | -- | - | - | -- | -- | -- | -- | -- | -- | -- | -- | -- | -- | -- | -- | -- | -- | -- | -- | -- | -- | -- | -- | -- | -- | -- | -- | -- | -- | -- | -- | -- |
| Luogo     | C | T | C | T  | C | T | C  | T | C | T  | C  | T  | C  | T  | C  | T  | T  | C  | T  | T  | C  | T  | C  | T  | C  | T  | C  | T  | C  | T  | C  | T  | C  | T  | C  | C  | T  | C  |
| Risultato | N | N | V | P  | V | N | P  | V | N | V  | V  | N  | V  | N  | V  | P  | P  | V  | N  | P  | N  | P  | V  | N  | V  | P  | V  | N  | N  | V  | V  | N  | V  | P  | P  | P  | N  | V  |
| Posizione | 9 | 8 | 5 | 11 | 7 | 8 | 11 | 9 | 9 | 6  | 4  | 4  | 1  | 2  | 1  | 3  | 5  | 3  | 4  | 6  | 5  | 9  | 7  | 8  | 6  | 8  | 6  | 7  | 7  | 7  | 5  | 6  | 4  | 6  | 8  | 9  | 9  | 8  |

Legenda:

Luogo: C = Casa; T = Trasferta. Risultato: V = Vittoria; N = Pareggio; P = Sconfitta.

### Statistiche dei giocatori
| Giocatore      | 2. Bundesliga | 2. Bundesliga | 2. Bundesliga | 2. Bundesliga | Coppa di Germania | Coppa di Germania | Coppa di Germania | Coppa di Germania | Totale   | Totale | Totale      | Totale     |
| Giocatore      | Presenze      | Reti          | Ammonizioni   | Espulsioni    | Presenze          | Reti              | Ammonizioni       | Espulsioni        | Presenze | Reti   | Ammonizioni | Espulsioni |
| -------------- | ------------- | ------------- | ------------- | ------------- | ----------------- | ----------------- | ----------------- | ----------------- | -------- | ------ | ----------- | ---------- |
| A. Brandts     | 38            | 14            | 4             | 0             | 3                 | 0                 | 1                 | 0                 | 41       | 14     | 5           | 0          |
| N. Buschlinger | 36            | 0             | 4             | 0             | 3                 | 0                 | 1                 | 0                 | 39       | 0      | 5           | 0          |
| G. Delzepich   | 30            | 5             | 4             | 0             | 2                 | 1                 | 0                 | 0                 | 32       | 6      | 4           | 0          |
| F. Frenken     | 35            | 2             | 6             | 0             | 3                 | 0                 | 0                 | 0                 | 38       | 2      | 6           | 0          |
| M. Gercke      | 23            | 2             | 0             | 0             | 3                 | 0                 | 0                 | 0                 | 26       | 2      | 0           | 0          |
| H. Gresens     | 6             | 0             | 0             | 0             | 0                 | 0                 | 0                 | 0                 | 6        | 0      | 0           | 0          |
| T. Gries       | 37            | 9             | 4             | 0             | 3                 | 0                 | 1                 | 0                 | 40       | 9      | 5           | 0          |
| G. Habig       | 12            | 0             | 0             | 0             | 2                 | 1                 | 0                 | 0                 | 14       | 1      | 0           | 0          |
| E. Hach        | 38            | 0             | 3             | 0             | 3                 | 1                 | 0                 | 0                 | 41       | 1      | 3           | 0          |
| V. Herr        | 2             | 0             | 0             | 0             | 0                 | 0                 | 0                 | 0                 | 2        | 0      | 0           | 0          |
| U. Höfer       | 19            | 4             | 1             | 0             | 0                 | 0                 | 0                 | 0                 | 19       | 4      | 1           | 0          |
| J. Kau         | 36            | 0             | 3             | 0             | 3                 | 0                 | 0                 | 0                 | 39       | 0      | 3           | 0          |
| M. Krohm       | 0             | 0             | 0             | 0             | 0                 | 0                 | 0                 | 0                 | 0        | 0      | 0           | 0          |
| J. Montanes    | 36            | 2             | 7             | 0             | 3                 | 0                 | 1                 | 0                 | 39       | 2      | 8           | 0          |
| J. Nelles      | 18            | 1             | 1             | 0             | 1                 | 0                 | 0                 | 0                 | 19       | 1      | 1           | 0          |
| B. Olck        | 15            | 0             | 0             | 0             | 1                 | 0                 | 0                 | 0                 | 16       | 0      | 0           | 0          |
| P. Ritter      | 28            | 1             | 6             | 0             | 2                 | 1                 | 0                 | 0                 | 30       | 2      | 6           | 0          |
| J. Rosenau     | 0             | 0             | 0             | 0             | 0                 | 0                 | 0                 | 0                 | 0        | 0      | 0           | 0          |
| G. Ruof        | 35            | 11            | 1             | 0             | 3                 | 2                 | 0                 | 0                 | 38       | 13     | 1           | 0          |
| P. Sendscheid  | 0             | 0             | 0             | 0             | 0                 | 0                 | 0                 | 0                 | 0        | 0      | 0           | 0          |
| P. Sitek       | 2             | 0             | 0             | 0             | 0                 | 0                 | 0                 | 0                 | 2        | 0      | 0           | 0          |
| D. Thomas      | 7             | 2             | 2             | 0             | 1                 | 0                 | 1                 | 0                 | 8        | 2      | 3           | 0          |
| J. Willkomm    | 38            | 2             | 3             | 0             | 3                 | 0                 | 0                 | 0                 | 41       | 2      | 3           | 0          |